# Dolans Bay, New South Wales

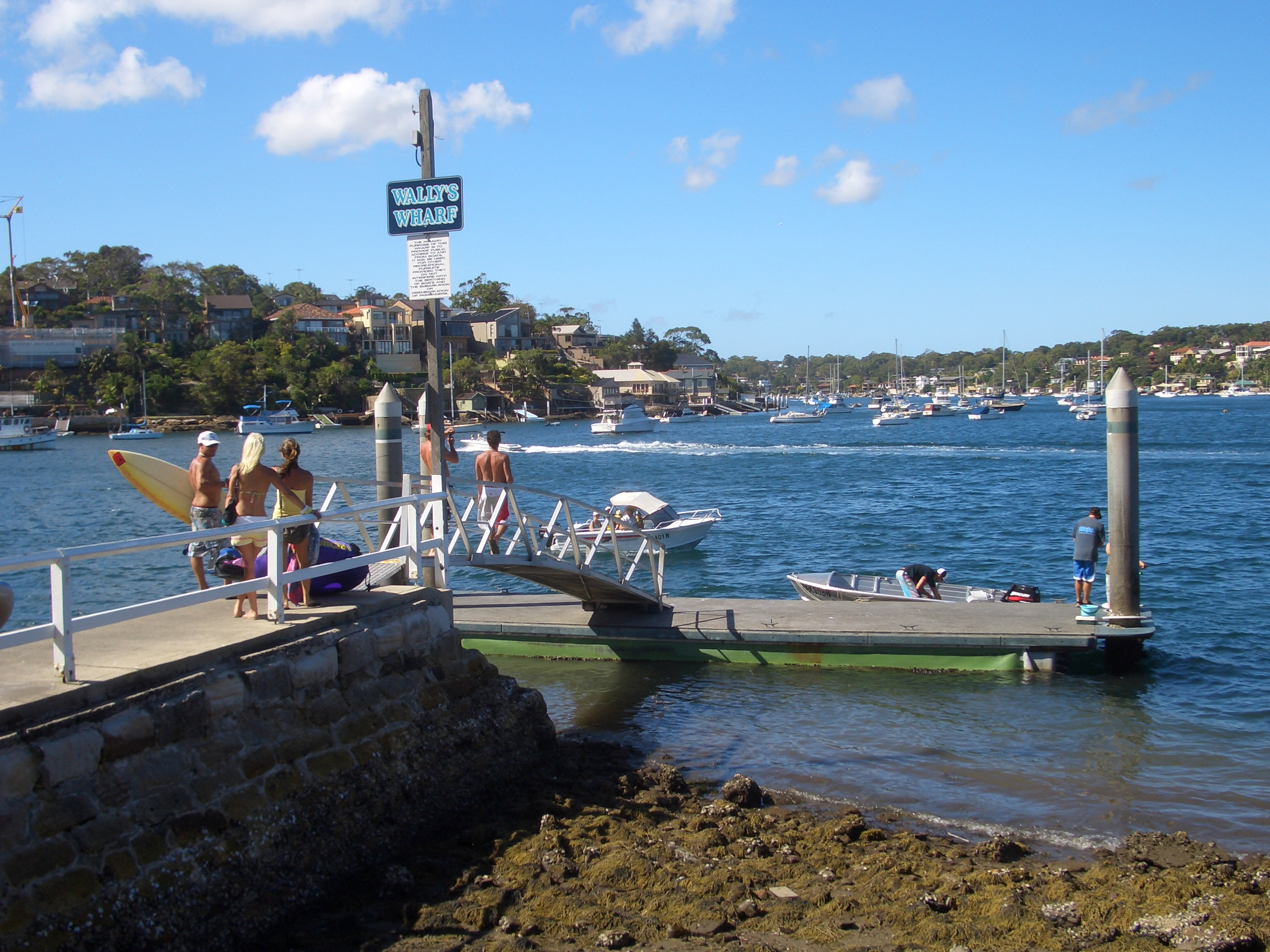
Dolans Bay, Sydney

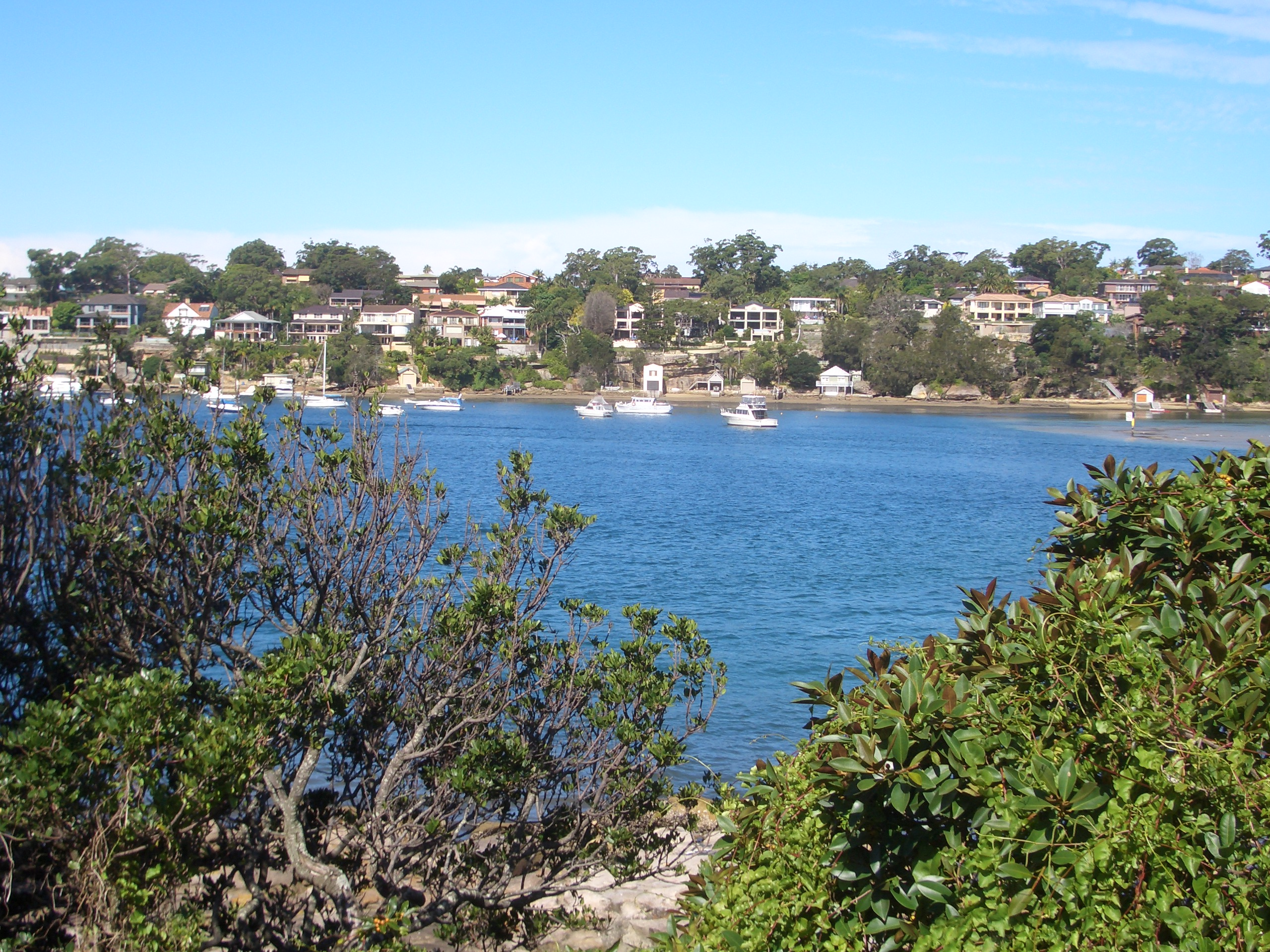

Dolans Bay este o suburbie în Sydney, Australia.